# Sheffield United F.C.
Sheffield United Football Club engleski je nogometni klub sa sjedištem u Sheffieldu, South Yorkshire. Klub se natječe u EFL Championshipu, drugom rangu engleskog nogometa, nakon ispadanja iz Premier lige u sezoni 2023./24. Nadimak "The Blades" dobio je zbog gradske povijesne proizvodnje pribora za jelo. Momčad svoje domaće utakmice igra na stadionu Bramall Lane od osnutka kluba. Veći dio povijesti United igra u crveno-bijelim prugastim dresovima s crnim hlačicama. Glavni klupski rival je Sheffield Wednesday, s kojim igra derbi Steel City.
Sheffield United osnovan je 1889. kao izdvojeni dio Sheffield United Cricket Cluba. Nakon dobrih rezultata u Midland Leagueu i Northern Leagueu, pozvan je da postane jedan od osnivača Football League Second Divisiona 1892. Na kraju sezone 1892./93. izborio je promociju u First Division pritom postavši prvi tim kojem je to pošlo za rukom, te je u sezoni 1897./98. postao prvak Engleske. United je osvojio FA kup četiri puta: 1899., 1902., 1915. i 1925., a poražen je u finalu 1901. godine. Klub je proveo 41 godinu u najvišem rangu prije ispadanja 1934. godine. United je bio finalist FA kupa 1936., a promoviran je kao viceprvak Second Divisiona u sezoni 1938./39.
United je osvojio naslov Second Divisiona u sezoni 1952./53., nakon ispadanja 1949. godine. Sljedećih nekoliko desetljeća klub je igrao u First i Second Divisionu, iz kojeg je promoviran u sezonama 1960./61. i 1970./71., nakon ispadanja 1956. i 1968. Međutim, polagani pad doveo je klub do četvrtog ranga 1982., no odmah se vratio kao prvak Fourth Divisiona u sezoni 1981./82., što ga je učinilo jednim od samo pet klubova koji su osvojili sva četiri profesionalna ranga engleskog nogometa. Promocija u sezoni 1983./84. dovela je do oporavka nakon ispadanja 1988., s uzastopnim promocijama do najvišeg ranga krajem sezone 1989./90.
Sheffield United bio je jedan od osnivača Premier lige u sezoni 1992./93., tijekom koje je postigao prvi gol u povijesti tog natjecanja. Ispao je 1994., a nakon poraza u doigravanju 1997. i 2003., klub je konačno vratio status premierligaša na kraju sezone 2005./06. pod vodstvom menadžera Neila Warnocka. Međutim, United je ispao već sljedeće godine i kasnije ispao u League One 2011. godine. Proveo je šest sezona u trećem rangu, gubeći u doigravanju u tri navrata, prije nego što je trener Chris Wilder doveo klub do promocije osvojivši titulu u sezoni 2016./17. Promocija u Premier ligu uslijedila je u sezoni 2018./19., ali se klub vratio u Championship 2021. godine. Klub je igrao u Premier ligi nakon promocije iz EFL Championshipa u sezoni 2022./23., ali je ponovno ispao sljedeće sezone.

## Uspjesi
- Championship
  -  (1): 2018./19.
- First Division
  -  (1): 1897./98.
  -  (2): 1896./97., 1899./00.
- Second Division
  -  (1): 1952./53.
- FA Cup
  -  (4): 1899., 1902., 1915., 1925.
  -  (2): 1901., 1936.

## Vanjske poveznice
- Službena web-stranica